# Eric Holder
Eric Himpton Holder Jr. (21 de enero de 1951) fue el fiscal general de los Estados Unidos desde febrero de 2009. Ya fue fiscal general adjunto de los Estados Unidos desde 1997 hasta 2001 y asesor legal de Barack Obama durante su campaña a la presidencia. El 18 de noviembre de 2008 aceptó ser el futuro fiscal general de los Estados Unidos a partir de 2009 con la administración Obama en el gobierno, cargo que hubo de ser ratificado por el Senado. 
Eric Holder ya había ocupado ese cargo de manera transitoria durante varios días de 2001 hasta que John Ashcroft, designado por George W. Bush, fue aceptado por la cámara alta.

## Biografía
Holder nació en 1951 en el distrito de Bronx, Nueva York hijo de un matrimonio inmigrante de las Barbados. Creció en Queens y recibió educación en el prestigioso Stuyvesant High School. Posteriormente consiguió el grado de Bachelor of Arts en 1973 y el de doctor en 1976 por la Universidad de Columbia. Está casado con Sharon Malone, una obstetra, con quien tuvo tres hijos.

## Carrera
Después de graduarse en la escuela de leyes, Holder trabajó para el Departamento de Justicia como abogado en la sección de Integridad Pública desde 1976 hasta 1988. Luego fue nombrado por el presidente Ronald Reagan para servir como un juez de la Corte Superior del Distrito de Columbia.

### Fiscal general adjunto de los Estados Unidos

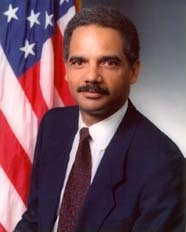
Fotografía de Holder en el 2000 como fiscal general adjunto.

En 1993 fue nombrado por el presidente Bill Clinton fiscal para el Distrito de Columbia.
En 1997, tras la jubilación de la Jamie Gorelick, Clinton le designó como siguiente fiscal general adjunto bajo la dirección de Janet Reno, confirmado por el Senado varios meses más tarde por unanimidad. La oposición de Holder a la pena de muerte fue un aspecto criticado los días previos a su confirmación como adjunto, pero prometió su intención de cooperar con la legislación vigente. Janet Reno, también crítico con la pena capital, dijo: "Yo no soy un defensor de la pena de muerte, pero voy a hacer cumplir la ley tal y como el Congreso nos la da". Holder se convirtió en el primer afroamericano en ocupar un cargo tan alto de la justicia estadounidense.
Como fiscal general adjunto, Holder estuvo involucrado, junto con Jack Quinn, en la controversia sobre el indulto al fugitivo Marc Rich que afectó a la imagen del presidente Clinton.
Tras la victoria de George W. Bush en 2001, Holder ocupó de manera temporal la Fiscalía General hasta que John Ashcroft fue ratificado por el Senado.

### Consultoras privadas
Desde 2001, Holder estuvo trabajando en la bufete Covington & Burling con sede en Washington D. C. como abogado. Ayudó en la negociación con el Departamento de Justicia  y la empresa Chiquita Brands International en un caso de pagos por parte de esta última a las Autodefensas Unidas de Colombia, considerado entonces como grupo terrorista por los Estados Unidos. En el acuerdo final se acordó la multa de 25 M$ a Chiquita Brands al quedar probado que tenía lazos con los paramilitares.

### Campaña presidencial de Obama
A finales de 2007 se sumó a la campaña a la presidencia del senador por Illinois como asesor jurídico. Además formó parte del comité de selección de la campaña.

## Fiscalía General de los Estados Unidos (2009-2015)
El 18 de noviembre de 2008, el candidato vencedor de las presidenciales, Barack Obama, seleccionó a Eric Holder como su futuro fiscal general. Una vez designado oficialmente ratificado posteriormente por el senado el 2 de febrero de 2009, Holder se convirtió en el primer afroamericano en estar al frente del Departamento de Justicia. La futura presencia de Holder en el Gabinete de los Estados Unidos fue la continuación de otros altos cargos afroamericanos, como Colin Powell y Condoleezza Rice, secretarios de Estado bajo la administración Bush.
El 25 de septiembre de 2014 anunció su dimisión como fiscal general, aunque se mantuvo en su cargo hasta ser sustituido por Loretta Lynch el 27 de abril de 2015.